# Distribuce založené na Ubuntu
Tato stránka popisuje některé linuxové distribuce založené na Ubuntu. Ubuntu je operační systém postavený na základech linuxové distribuce Debian. Pro lepší pochopení vazeb jsou zde zmíněny i jednotlivé edice Ubuntu samotného.

## Oficiální edice Ubuntu
Samotné Ubuntu vychází v několika edicích, podle svého zaměření, které jsou vytvářeny a udržovány firmou Canonical a Ubuntu komunitou. Tyto edice dostávají plnou podporu od Canonicalu, jeho partnerů a komunity. Těmito edicemi jsou:

### Ubuntu Desktop
Ubuntu Desktop je operační systém určený pro osobní počítače a notebooky.

### Ubuntu Server
Ubuntu Server je verze Ubuntu pro servery.

### Ubuntu Touch
Ubuntu Touch je mobilní verze operačního systému Ubuntu vyvinutá pro mobilní zařízení s dotykovou obrazovkou jako jsou chytré telefony a tablety.

## Oficiální subprojekty Ubuntu
Tyto subprojekty jsou plně integrovány do projektu Ubuntu. Jejich podpora ze strany firmy Canonical ale není v takovém rozsahu, jaký mají oficiální edice. Tuto podporu z velké části přebírá Ubuntu komunita.
Rozdíl mezi jednotlivými subprojekty je ve výchozí sadě balíčků. Nicméně, všechny používají stejné úložiště pro stahování balíčků a jejich aktualizací jako samotné Ubuntu, takže jsou pro ně dostupné stejné soubory balíčků, bez ohledu na to, kterou variantu jste nainstalovali. Všechny nové subprojekty (také označované jako „příchutě“) musejí nejprve projít schvalovacím procesem.

### Kubuntu
Kubuntu je linuxová distribuce odvozená od Ubuntu. Rozdíl mezi těmito distribucemi je v grafickém prostředí (GUI), Ubuntu používá desktopové prostředí GNOME, zatímco Kubuntu používá desktopové prostředí KDE.

### Xubuntu
Xubuntu, podobně jako Kubuntu, se liší od Ubuntu v grafickém prostředí. Xubuntu používá Xfce, které je vhodné především pro méně výkonné počítače.

### Lubuntu
Lubuntu je derivát Ubuntu s desktopovým prostředím LXQt, který je vhodný pro méně výkonné počítače.

### Ubuntu MATE
Ubuntu MATE je na Ubuntu založená distribuce s desktopovým prostředím MATE. Stejně jako Xubuntu či Lubuntu je vhodná pro méně výkonné počítače.

### Ubuntu Studio
Ubuntu Studio je derivátem Ubuntu, který je zaměřený především na práci s multimédii, jejich zpracování a tvorbu.

### Ubuntu Kylin
Ubuntu Kylin je varianta Ubuntu přizpůsobená pro čínské uživatele.

### Ubuntu Budgie
Ubuntu Budgie je derivát Ubuntu používající desktopové prostředí Budgie.

### Edubuntu
Edubuntu je derivátem Ubuntu specializovaným na školství, zpřístupňuje Linux Terminal Server Project a mnoho výukových aplikací.

## Již neudržované oficiální projekty

### Gobuntu
Gobuntu byl oficiální derivát Ubuntu, jehož cílem bylo zajistit distribuci složenou výhradně ze svobodného softwaru. Projekt byl ukončen a sloučen do hlavní řady Ubuntu pod volbu instalátoru „Free software only“, (v českém překladu „Pouze svobodný software“) dostupnou při instalaci.

### Ubuntu JeOS
Ubuntu JeOS byla distribuce speciálně určená pro virtualizaci, od vydání Ubuntu 8.10 byla začleněna jako jedna z možností instalace edice Ubuntu Server.

### Ubuntu Mobile
Ubuntu Mobile byl operační systém určený pro použití v mobilních zařízeních, jeho nástupcem je Ubuntu Touch.

### Ubuntu Netbook
Ubuntu Netbook byla upravená verze Ubuntu pro netbooky.

### Ubuntu GNOME
Ubuntu GNOME byl derivát Ubuntu s desktopovým prostředím GNOME, zaniknul od verze 17.10

### Mythbuntu
Mythbuntu bylo Ubuntu určené pro vytvoření domácího kina s MythTV.

## Výběr z ostatních známějších distribucí odvozených z Ubuntu
Na Ubuntu je v dnešní době postavená také celá řada menších linuxových distribucí. Níže je výběr z těch zajímavějších.

### Linux Mint
Linux Mint je oblíbená linuxová distribuce založená na Ubuntu, případně na Debianu.

### Linux Lite
Linux Lite je odlehčená distribuce založená na Ubuntu, s grafickým prostředím Xfce.

### elementary OS
elementary OS je přívětivá distribuce známá pro své uživatelské rozhraní.

### Trisquel GNU/Linux
Trisquel GNU/Linux je projekt plně svobodného systému bez proprietárního softwaru nebo firmwaru.

### Bodhi Linux
Bodhi Linux je odlehčená linuxová distribuce používající správce oken Enlightenment.

### Nova
Nova je kubánským státem podporovaná distribuce, vyvíjená havanskou univerzitou informatiky.

### LiMux
LiMux je distribuce německého města Mnichov určená pro provoz na městských počítačích.

### GendBuntu
GendBuntu je francouzská distribuce přizpůsobená pro francouzské četnictvo.

### Baltix
Baltix je litevská distribuce cílená na obyvatele pobaltských zemí.

### Goobuntu
Goobuntu je upravená distribuce Ubuntu interně používaná velkým množstvím zaměstnanců společnosti Google.